# GOOD Music
GOOD Music è un'etichetta discografica statunitense fondata dal rapper Kanye West nel 2004.
All'etichetta appartengono diversi artisti come Kanye West, Tyga, Big Sean, Pusha T, Travis Scott, Desiigner, D'banj, John Legend e altri, nonché produttori come Hudson Mohawke, Q-Tip, Jeff Bhasker, No I.D. e S1.

## Storia
L'acronimo GOOD nel nome della label sta per Getting Out Our Dreams.
L'etichetta è stata fondata da Kanye West nel 2004 dopo la pubblicazione del suo album The College Dropout. Il primo disco etichettato GOOD Music è stato Get Lifted di John Legend, uscito nel dicembre 2004. Il secondo disco pubblicato invece è stato Be di Common. Oltre a Common, si sono aggregati alla label artisti come GLC, Really Doe, Malik Yusef, Tony Williams e Consequence.
Tra il 2007 e il 2008 si sono aggiunti Big Sean, Mr Hudson e Kid Cudi, che hanno esordito proprio con la GOOD Music.
Nel 2010 hanno sottoscritto un contratto anche Mos Def e Pusha T, mentre Common ha lasciato la label. Nel 2011 è stata la volta dell'ingresso di Q-Tip e del rapper nigeriano D'banj. Nel 2012 ha firmato Teyana Taylor.
Dal giugno 2011 la distribuzione mondiale è affidata alla Def Jam Recordings & Universal Music Group. L'etichetta ha base a New York.
Nel settembre 2012 è stata pubblicata la raccolta Cruel Summer, che include diversi brani degli artisti associati all'etichetta.
Il singolo di lancio Mercy è stato diffuso nell'aprile precedente. L'album ha raggiunto la vetta della classifica Billboard 200.
Nel 2013 Kid Cudi ha abbandonato la GOOD Music.

## Artisti

### Artisti attuali
- Kanye West (fondatore)
- 070 Shake
- Sheck Wes

### Artisti passati
- GLC
- Tony Williams
- Common
- Consequence
- John Legend
- Sa-Ra
- Malik Yusef
- Kid Cudi
- Mr Hudson
- Mos Def
- D'banj
- Ryan McDermott
- Kacy Hill
- HXLT
- Desiigner
- Teyana Taylor
- Big Sean
- Pusha T
- Q-Tip
- Francis and the Lights
- Valee
- Kids See Ghosts

## Very GOOD Beats
La GOOD Music ha anche un'ala di produzione nota come Very GOOD Beats; questa funge da gruppo di produttori interni e ha firmato il noto rapper statunitense Travis Scott.

### Artisti
Artisti attuali
- 88-Keys
- Benny Cassette
- Boogz & Tapez
- Desmond Saunders
- Charlie Heat
- SZOBE
- Big Jko
- Evian Christ
- Hudson Mohawke
- Jeff Bhasker
- Kanye West
- Lifted
- Mike Dean
- No I.D.
- Noah Goldstein
- S1
- Travis Scott

Artisti precedenti
- Brian "All Day" Miller
- Devo Springsteen
- Don Jazzy
- Keezo Kane
- Keyon Christ
- Q-Tip

## Discografia
- 2012 - Cruel Summer (compilation)